# Asmaou Barry
Pour les articles homonymes, voir Barry.
Asmaou Barry, née le 7 juin 1991 à Labé (Guinée), est une journaliste, activiste et femme politique guinéenne.
Elle est conseillère depuis le 22 janvier 2022 au sein du Conseil national de la transition guinéen en tant que représentante des organisations de presse.

## Biographie

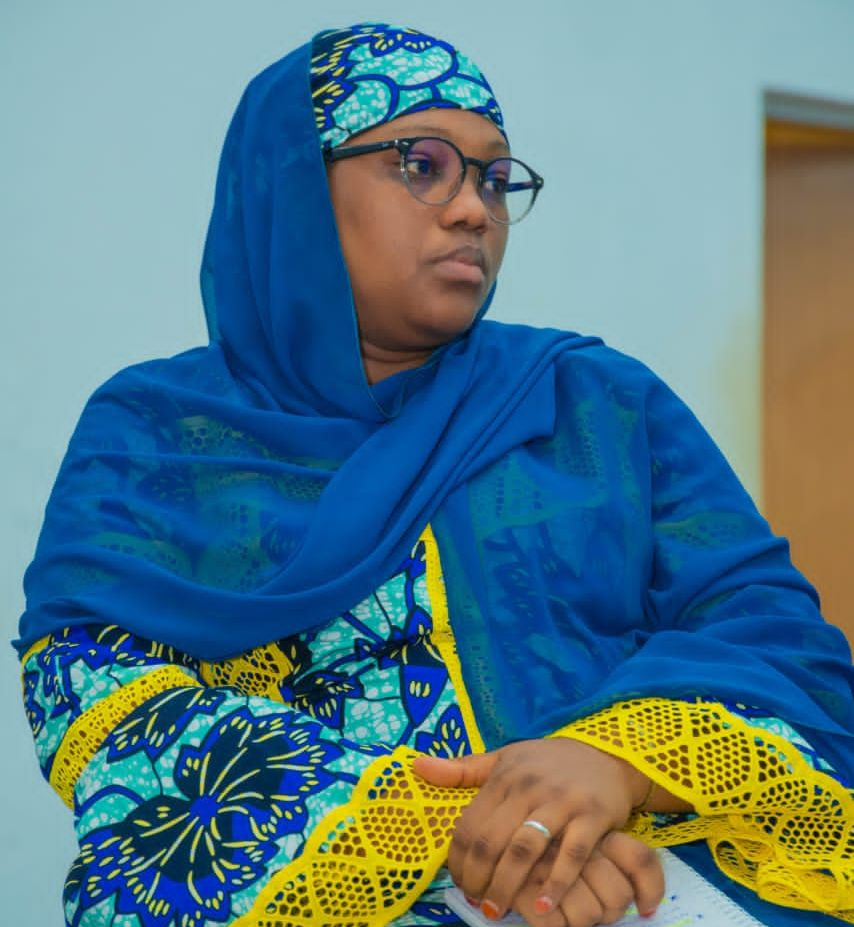
Asmaou Barry à UNC en 2025

Asmaou Barry fait ses études supérieures de 2010 en 2013 à la faculté des sciences de l'information et de la communication à l'Université de Guinée, d'où elle est diplômée d'une licence en journalisme et communication.
Asmaou Barry a commencé en tant que journaliste au groupe de presse Le Lynx -La Lance et Lynx FM entre avril 2011 et mars 2018, cumulativement dès mars 2016, la chargée de communication de l'ONG suisse COGINTA. Depuis mars 2018, elle est journaliste indépendante, collaboratrice du groupe de presse le Lynx-la Lynx FM et correspondante du groupe 2M radio, TV et presse en ligne du Maroc.
Le 22 janvier 2022, Asmaou Barry est nommée par décret membre du Conseil national de la transition guinéen en tant que représentante des organisations de presse,,. Elle est la cheffe de la délégation des conseillers nationaux lors des consultations nationales sur l'axe Mali, Lélouma et Koundara.